# Franz Bauer
Franz Andreas Bauer (mais tarde, Francis), (Feldsberg, atual Valtice, 14 de Março de 1758 – Kew, 11 de Dezembro de 1840) foi um artista botânico austríaco. Era filho de Lucas Bauer, († 1761), pintor da corte de Josef Wenzel, príncipe do Liechtenstein, e irmão do pintores Josef Anton e Ferdinand Bauer. Depois da morte de Lucas Bauer, a sua mulher, Therese, continuou a dar lições de arte e ilustração aos três filhos. Josef sucedeu ao seu pai como pintor da corte e eventualmente tornou-se responsável da galeria em Viena.

## Biografia
Francis e Ferdinand iniciaram a sua experiência em ilustração botânica depois da chegada de Norbert Boccius, abade de Feldsberg, em 1763, produzindo mais de 2000 aquarelas de espécimes vegetais, sob sua tutoria. Foram então contratados pelo conde Dietrichstein, como pintores de flores, em Viena - Franz ilustrou trabalhos do Barão Nikolaus Joseph von Jacquin e do seu filho Joseph Franz von Jacquin, nos Jardins Imperiais de Schönbrunn; Franz então acompanho o último até Londres. Nessa cidade, Jacquin apresentou-o a Sir Joseph Banks, que, reconhecendo a seu talento, assegurou-lhe uma posição como primeiro ilustrador botânico nos Jardins Botânicos Reais de Kew e no Museu respectivo, por um salário anual de £ 300. Permaneceu nesse local para o resto da sua vida, produzindo um conjunto apreciável de ilustrações anatómicas e botânicas. Tornou-se membro da  Royal Society.

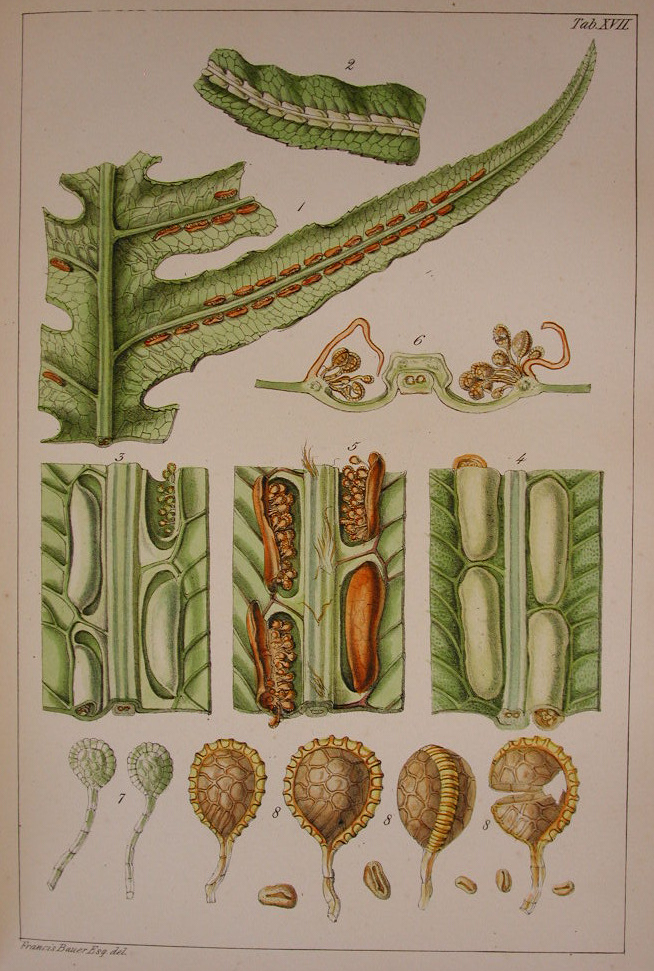

Por volta de 1790, Bauer assentou em Kew, tendo-se envolvido em detalhadas pinturas e desenhos de dissecções de flores, muitas vezes ao nível microscópico. Também teve grande cuidado em executar cópias de litográficas do seu trabalho. Durante esta altura, tutorou a rainha Carlota, a princesa Isabel e William Hooker na arte da ilustração. O seu legado pode ser encontrado em publicações como Delineations of Exotick Plants (1796-1803), na colaboração com John Lindley em Illustrations of Orchidaceous Plants (1830-38) e nas suas litografias em Strelitzia Depicta (1818).

## Trabalhos ilustrados
- Delineations of Exotick Plants cultivated in the Royal Garden at Kew. Drawn and coloured and the Botanical characters displayed according to the Linnean System by Francis Bauer. Publicado por William Aiton, d.c. (Prefácio por Sir Joseph Banks.) 1796-83
- The Genera and Species of Orchidaceous Plants, illustrated by drawings on stone from the sketches of Francis Bauer por John Lindley. Londres, Ridgways and Treuttel, Wurtz, 1830-1838.
- Genera filicum; or Illustrations of the ferns, and other allied genera; from the original coloured drawings of the late Francis Bauer; with additions and descriptive letterpress, por Sir William Jackson Hooker. Londres, H. G. Bohn, 1842.